# Carme LXXXVII
Il Carme LXXXVII di Catullo è un breve componimento appartenente al Liber di Catullo composto in distici elegiaci. Il poeta sviluppa il tema dell'amore composto da gioia e tormento interiore e il valore della fides.

## Testo e analisi
vere, quantum a me Lesbia amata mea est.  

Nulla fides nullo fuit umquam foedere tanta,  

quanta in amore tuo ex parte reperta mea est.»
amata, quanto lo è stata da me la mia Lesbia.  

Mai, in nessun vincolo umano vi fu fedeltà  

tanto grande quanto amandoti ho dimostrato.»
Il carme sviluppa il tema, centrale in Catullo, del foedus, cioè del patto di fedeltà, nell'amore e della fides, ovvero della fedeltà, che deve sostenere il foedus stesso. Il poeta afferma di aver amato, come nessun'altra donna, la sua Lesbia e di essere stato fedele al patto di fiducia creato con lei come nessun altro uomo era stato in grado di fare. Però il foedus non esiste più: là ricerca dell'altro tipica in una relazione di coppia ora avviene qui da un solo lato, è solo il poeta ad amare Lesbia ed esserle fedele, la donna però non gli corrisponde un analogo sentimento. Si noti tra i versi 1-2 l'enjambement tra amatam e vere per sottolineare la forza dell'avverbio e l'anafora di nulla nei versi 1 e 3 che marca l'incipit dei due distici che dividono il componimento facendo sì che l'argomentazione proceda dal piano essenzialmente fisico dell'amore a quello del patto di fedeltà, che richiede la presenza della fides.